# Himmelbjerget
Himmelbjerget ("de hemelberg") is een 147 meter hoge heuvel gelegen in Denemarken tussen de plaatsen Ry en Silkeborg in het gebied Søhøjlandet.
Tot 1847 werd gedacht dat de heuvel het hoogste punt in Denemarken was, maar na nieuwe metingen bleek de heuvel het op zes na hoogste natuurlijke punt in Denemarken te zijn. De berg is een populaire toeristische attractie vanwege het uitzicht en de aantrekkelijke omgeving. Het hoogteverschil tussen de top en het Julsømeer aan de voet van de heuvel bedraagt 121 meter. Het langeafstandswandelpad Himmelbjergruten loopt door het gebied.

## Himmelbjergtoren

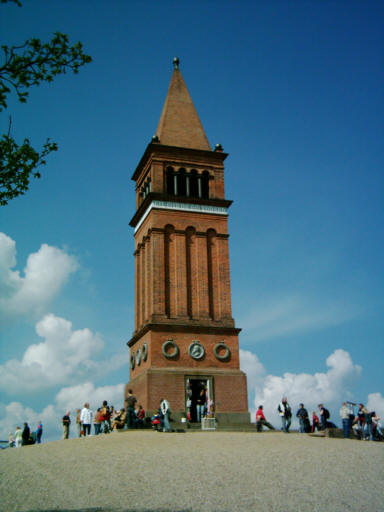
Himmelbjergtoren

Boven op de Himmelbjerg bevindt zich een 25 meter hoge bakstenen toren uit 1875. De toren werd gebouwd ter ere van koning Frederik VII als dank van het Deense volk voor de grondwet van 1849, die het einde van de absolute monarchie betekende.

## Monumenten
Rond de top van de heuvel bevinden zich ook monumenten voor schrijver Steen Steensen Blicher, politicus Anton Frederik Tscherning, schrijver Leopold Budde, pastoor Vilhelm Beck en voor de introductie van het vrouwenkiesrecht in Denemarken, in 1915.